# Titularbistum Orisa
Orisa ist ein Titularbistum der römisch-katholischen Kirche. 
Es geht zurück auf ein früheres Bistum in der römischen Provinz Syria Coele bzw. in der Spätantike Syria Euphratensis am westlichen Ufer des Euphrats, das der Kirchenprovinz Sergiopolis zugeordnet war.
| Titularbischöfe von Orisa |                               |                                                     |                   |                  |
| Nr.                       | Name                          | Amt                                                 | von               | bis              |
| 1                         | Benedito Paulo Alves de Souza | emeritierter Bischof von Espírito Santo (Brasilien) | 28. Juli 1933     | 3. April 1946    |
| 2                         | Franciszek Salezy Korszyński  | Weihbischof in Włocławek (Volksrepublik Polen)      | 2. Mai 1946       | 3. November 1962 |
| 3                         | Józef Benedykt Kurpas         | Weihbischof in Kattowitz (Polen)                    | 23. November 1962 | 19. Mai 1992     |